# Acanthorrhynchium grosso-papillatum
Acanthorrhynchium grosso-papillatum är en bladmossart som beskrevs av Fleischer 1923. Acanthorrhynchium grosso-papillatum ingår i släktet Acanthorrhynchium och familjen Sematophyllaceae. Inga underarter finns listade i Catalogue of Life.